# Grand Detour, Illinois
Grand Detour är en så kallad census-designated place i Ogle County i Illinois. Vid 2020 års folkräkning hade Grand Detour 424 invånare.